# Tony Award de melhor atriz em musical

## Vencedoras e indicadas

### Década de 1940
| Ano                 | Atriz               | Musical                                         | Papel |
| ------------------- | ------------------- | ----------------------------------------------- | ----- |
| 1947 1º Tony Awards |                     |                                                 |       |
| Não houve premiação |                     |                                                 |       |
| 1948 2º Tony Awards |                     |                                                 |       |
| Grace Hartman       | Angels in the Wings | Nettie / Mrs. Blodgett / Ruth / Mrs. Hutchinson |       |
| 1949 3º Tony Awards |                     |                                                 |       |
| Nanette Fabray      | Love Life           | Susan Cooper                                    |       |

### Década de 1950
| Ano                  | Atriz                | Musical             | Papel |
| -------------------- | -------------------- | ------------------- | ----- |
| 1950 4º Tony Awards  |                      |                     |       |
| Mary Martin          | South Pacific        | Nellie Forbush      |       |
| 1951 5º Tony Awards  |                      |                     |       |
| Ethel Merman         | Call Me Madam        | Sally Adams         |       |
| 1952 6º Tony Awards  |                      |                     |       |
| Gertrude Lawrence    | The King and I       | Anna Leonowens      |       |
| 1953 7º Tony Awards  |                      |                     |       |
| Rosalind Russell     | Wonderful Town       | Ruth Sherwood       |       |
| 1954 8º Tony Awards  |                      |                     |       |
| Dolores Gray         | Carnival in Flanders | Cornelia            |       |
| 1955 9º Tony Awards  |                      |                     |       |
| Mary Martin          | Peter Pan            | Peter Pan           |       |
| 1956 10º Tony Awards |                      |                     |       |
| Gwen Verdon          | Damn Yankees         | Lola                |       |
| Carol Channing       | The Vamp             | Flora Weems         |       |
| Nancy Walker         | Phoenix '55          | Vários personagens  |       |
| 1957 11º Tony Awards |                      |                     |       |
| Judy Holliday        | Bells Are Ringing    | Ella Peterson       |       |
| Julie Andrews        | My Fair Lady         | Eliza Doolittle     |       |
| Ethel Merman         | Happy Hunting        | Liz Livingstone     |       |
| 1958 12º Tony Awards |                      |                     |       |
| Thelma Ritter        | New Girl in Town     | Marthy Owen         |       |
| Gwen Verdon          | New Girl in Town     | Anna Christopherson |       |
| Lena Horne           | Jamaica              | Savannah            |       |
| Beatrice Lillie      | Ziegfeld Follies     | Vários personagens  |       |
| 1959 13º Tony Awards |                      |                     |       |
| Gwen Verdon          | Redhead              | Essie Whimple       |       |
| Miyoshi Umeki        | Flower Drum Song     | Mei-Li              |       |

### Década de 1960
| Ano                    | Atriz                              | Musical                                     | Papel |
| ---------------------- | ---------------------------------- | ------------------------------------------- | ----- |
| 1960 14º Tony Awards   |                                    |                                             |       |
| Mary Martin            | The Sound of Music                 | Maria von Trapp                             |       |
| Carol Burnett          | Once Upon a Mattress               | Princesa Winnifred                          |       |
| Dolores Gray           | Destry Rides Again                 | Frenchy                                     |       |
| Eileen Herlie          | Take Me Along                      | Lily Miller                                 |       |
| Ethel Merman           | Gypsy                              | Mama Rose                                   |       |
| 1961 15º Tony Awards   |                                    |                                             |       |
| Elizabeth Seal         | Irma La Douce                      | Irma La Douce                               |       |
| Julie Andrews          | Camelot                            | Guenevere                                   |       |
| Carol Channing         | Show Girl                          | Vários personagens                          |       |
| Nancy Walker           | Do Re Mi                           | Kay Cram                                    |       |
| 1962 16º Tony Awards   |                                    |                                             |       |
| Anna Maria Alberghetti | Carnival!                          | Lili Daurier                                |       |
| Diahann Carroll        | No Strings                         | Barbara Woodruff                            |       |
| Molly Picon            | Milk and Honey                     | Clara Weiss                                 |       |
| Elaine Stritch         | Sail Away                          | Mimi Paragon                                |       |
| 1963 17º Tony Awards   |                                    |                                             |       |
| Vivien Leigh           | Tovarich                           | Tatiana                                     |       |
| Georgia Brown          | Oliver!                            | Nancy                                       |       |
| Nanette Fabray         | Mr. President                      | Nell Henderson                              |       |
| Sally Ann Howes        | Brigadoon                          | Fiona MacLaren                              |       |
| 1964 18º Tony Awards   |                                    |                                             |       |
| Carol Channing         | Hello, Dolly!                      | Dolly Gallagher Levi                        |       |
| Beatrice Lillie        | High Spirits                       | Madame Arcati                               |       |
| Barbra Streisand       | Funny Girl                         | Fanny Brice                                 |       |
| Inga Swenson           | 110 in the Shade                   | Lizzie Curry                                |       |
| 1965 19º Tony Awards   |                                    |                                             |       |
| Liza Minnelli          | Flora the Red Menace               | Flora Mezaros                               |       |
| Elizabeth Allen        | Do I Hear a Waltz?                 | Leona Samish                                |       |
| Nancy Dussault         | Bajour                             | Emily Kirsten                               |       |
| Inga Swenson           | Baker Street                       | Irene Adler                                 |       |
| 1966 20º Tony Awards   |                                    |                                             |       |
| Angela Lansbury        | Mame                               | Mame Dennis                                 |       |
| Barbara Harris         | On a Clear Day You Can See Forever | Daisy Gamble / Melinda Wells                |       |
| Julie Harris           | Skyscraper                         | Georgina                                    |       |
| Gwen Verdon            | Sweet Charity                      | Charity Hope Valentine                      |       |
| 1967 21º Tony Awards   |                                    |                                             |       |
| Barbara Harris         | The Apple Tree                     | Eve / Princesa Barbara / Ella e Passionella |       |
| Lotte Lenya            | Cabaret                            | Fraulein Schneider                          |       |
| Mary Martin            | I Do! I Do!                        | She (Agnes)                                 |       |
| Louise Troy            | Walking Happy                      | Maggie Hobson                               |       |
| 1968 22º Tony Awards   |                                    |                                             |       |
| Patricia Routledge     | Darling of the Day                 | Alice Challice                              |       |
| Leslie Uggams          | Hallelujah, Baby!                  | Georgina                                    |       |
| Melina Mercouri        | Illya Darling                      | Illya                                       |       |
| Brenda Vaccaro         | How Now, Dow Jones                 | Cynthia Pike                                |       |
| 1969 23º Tony Awards   |                                    |                                             |       |
| Angela Lansbury        | Dear World                         | Condessa Aurelia                            |       |
| Maria Karnilova        | Zorba the Greek                    | Madame Hortense                             |       |
| Dorothy Loudon         | The Fig Leaves Are Falling         | Lillian Stone                               |       |
| Jill O'Hara            | Promises, Promises                 | Fran Kubelik                                |       |

### Década de 1970
| Ano                  | Atriz                    | Musical                       | Papel |
| -------------------- | ------------------------ | ----------------------------- | ----- |
| 1970 24º Tony Awards |                          |                               |       |
| Lauren Bacall        | Applause                 | Margo Channing                |       |
| Katharine Hepburn    | Coco                     | Coco Chanel                   |       |
| Dilys Watling        | Georgy                   | Georgy Parkin                 |       |
| 1971 25º Tony Awards |                          |                               |       |
| Helen Gallagher      | No, No, Nanette          | Lucille Early                 |       |
| Susan Browning       | Company                  | April                         |       |
| Sandy Duncan         | The Boy Friend           | Maisie                        |       |
| Elaine Stritch       | Company                  | Joanne                        |       |
| 1972 26º Tony Awards |                          |                               |       |
| Alexis Smith         | Follies                  | Phyllis Rogers Stone          |       |
| Jonelle Allen        | Two Gentlemen of Verona  | Silvia                        |       |
| Dorothy Collins      | Follies                  | Sally Durant Plummer          |       |
| Mildred Natwick      | 70, Girls, 70            | Ida Dodd                      |       |
| 1973 27º Tony Awards |                          |                               |       |
| Glynis Johns         | A Little Night Music     | Desiree Armfeldt              |       |
| Leland Palmer        | Pippin                   | Fastrada                      |       |
| Debbie Reynolds      | Irene                    | Irene O'Dare                  |       |
| Marcia Rodd          | Shelter                  | Maud                          |       |
| 1974 28º Tony Awards |                          |                               |       |
| Virginia Capers      | Raisin                   | Lena Younger                  |       |
| Carol Channing       | Lorelei                  | Lorelei Lee                   |       |
| Michele Lee          | Seesaw                   | Gittel Mosca                  |       |
| 1975 29º Tony Awards |                          |                               |       |
| Angela Lansbury      | Gypsy                    | Mama Rose                     |       |
| Lola Falana          | Doctor Jazz              | Edna Mae Sheridan             |       |
| Bernadette Peters    | Mack & Mabel             | Mabel Normand                 |       |
| Ann Reinking         | Goodtime Charley         | Joana d'Arc                   |       |
| 1976 30º Tony Awards |                          |                               |       |
| Donna McKechnie      | A Chorus Line            | Cassie Ferguson               |       |
| Vivian Reed          | Bubbling Brown Sugar     | Marsha / Irene                |       |
| Chita Rivera         | Chicago                  | Velma Kelly                   |       |
| Gwen Verdon          | Chicago                  | Roxie Hart                    |       |
| 1977 31º Tony Awards |                          |                               |       |
| Dorothy Loudon       | Annie                    | Miss Hannigan                 |       |
| Clamma Dale          | Porgy and Bess           | Bess                          |       |
| Ernestine Jackson    | Guys and Dolls           | Sarah Brown                   |       |
| Andrea McArdle       | Annie                    | Annie                         |       |
| 1978 32º Tony Awards |                          |                               |       |
| Liza Minnelli        | The Act                  | Michelle Craig                |       |
| Madeline Kahn        | On the Twentieth Century | Lily Garland / Mildred Plotka |       |
| Eartha Kitt          | Timbuktu!                | Shaleem La Lume               |       |
| Frances Sternhagen   | Angel                    | Eliza Gant                    |       |
| 1979 33º Tony Awards |                          |                               |       |
| Angela Lansbury      | Sweeney Todd             | Mrs. Lovett                   |       |
| Tovah Feldshuh       | Sarava                   | Flor                          |       |
| Dorothy Loudon       | Ballroom                 | Bea Asher                     |       |
| Alexis Smith         | Platinum                 | Lila Halliday                 |       |

### Década de 1980
| Ano                  | Atriz                          | Musical                          | Papel |
| -------------------- | ------------------------------ | -------------------------------- | ----- |
| 1980 34º Tony Awards |                                |                                  |       |
| Patti LuPone         | Evita                          | Eva Perón                        |       |
| Christine Andreas    | Oklahoma!                      | Laurey Williams                  |       |
| Sandy Duncan         | Peter Pan                      | Peter Pan                        |       |
| Ann Miller           | Sugar Babies                   | Ann                              |       |
| 1981 35º Tony Awards |                                |                                  |       |
| Lauren Bacall        | Woman of the Year              | Tess Harding                     |       |
| Meg Bussert          | Brigadoon                      | Fiona MacLaren                   |       |
| Chita Rivera         | Bring Back Birdie              | Rosie Alvarez                    |       |
| Linda Ronstadt       | The Pirates of Penzance        | Mabel                            |       |
| 1982 36º Tony Awards |                                |                                  |       |
| Jennifer Holliday    | Dreamgirls                     | Effie White                      |       |
| Lisa Mordente        | Marlowe                        | Emelia Bossano                   |       |
| Mary Gordon Murray   | Little Me                      | Belle Poitrine                   |       |
| Sheryl Lee Ralph     | Dreamgirls                     | Deena Jones                      |       |
| 1983 37º Tony Awards |                                |                                  |       |
| Natalia Makarova     | On Your Toes                   | Vera Barnova                     |       |
| Lonette McKee        | Show Boat                      | Julie LaVerne                    |       |
| Chita Rivera         | Merlin                         | A Rainha                         |       |
| Twiggy               | My One and Only                | Edith Herbert                    |       |
| 1984 38º Tony Awards |                                |                                  |       |
| Chita Rivera         | The Rink                       | Anna                             |       |
| Rhetta Hughes        | Amen Corner                    | Irmã Margaret Alexander          |       |
| Liza Minnelli        | The Rink                       | Angel                            |       |
| Bernadette Peters    | Sunday in the Park with George | Dot / Marie                      |       |
| 1985 39º Tony Awards |                                |                                  |       |
| Não houve premiação  |                                |                                  |       |
| 1986 40º Tony Awards |                                |                                  |       |
| Bernadette Peters    | Song and Dance                 | Emma                             |       |
| Debbie Allen         | Sweet Charity                  | Charity Hope Valentine           |       |
| Cleo Laine           | The Mystery of Edwin Drood     | Angela Prysock / Princesa Puffer |       |
| Chita Rivera         | Jerry's Girls                  | Vários personagens               |       |
| 1987 41º Tony Awards |                                |                                  |       |
| Maryann Plunkett     | Me and My Girl                 | Sally Smith                      |       |
| Catherine Cox        | Oh, Coward!                    | Vários personagens               |       |
| Teresa Stratas       | Rags                           | Rebecca Hershkowitz              |       |
| 1988 42º Tony Awards |                                |                                  |       |
| Joanna Gleason       | Into the Woods                 | Esposa de Baker                  |       |
| Alison Fraser        | Romance/Romance                | Josefine Weninger / Monica       |       |
| Judy Kuhn            | Chess                          | Florence Vassy                   |       |
| Patti LuPone         | Anything Goes                  | Reno Sweeney                     |       |
| 1989 43º Tony Awards |                                |                                  |       |
| Ruth Brown           | Black and Blue                 | Vários personagens               |       |
| Charlotte d'Amboise  | Jerome Robbins' Broadway       | Anita / Peter Pan / Company      |       |
| Linda Hopkins        | Black and Blue                 | Vários personagens               |       |
| Sharon McKnight      | Starmites                      | Diva / Mãe                       |       |

### Década de 1990
| Ano                          | Atriz                                  | Musical                | Papel |
| ---------------------------- | -------------------------------------- | ---------------------- | ----- |
| 1990 44º Tony Awards         |                                        |                        |       |
| Tyne Daly                    | Gypsy                                  | Mama Rose              |       |
| Georgia Brown                | The Threepenny Opera                   | Celia Peachum          |       |
| Beth Fowler                  | Sweeney Todd                           | Mrs. Lovett            |       |
| Liliane Montevecchi          | Grand Hotel                            | Elizaveta Grushinskaya |       |
| 1991 45º Tony Awards         |                                        |                        |       |
| Lea Salonga                  | Miss Saigon                            | Kim                    |       |
| June Angela                  | Shogun                                 | Lady Mariko            |       |
| Dee Hoty                     | The Will Rogers Follies                | Betty Blake            |       |
| Cathy Rigby                  | Peter Pan                              | Peter Pan              |       |
| 1992 46º Tony Awards         |                                        |                        |       |
| Faith Prince                 | Guys and Dolls                         | Miss Adelaide          |       |
| Jodi Benson                  | Crazy for You                          | Polly Baker            |       |
| Josie de Guzman              | Guys and Dolls                         | Sarah Brown            |       |
| Sophie Hayden                | The Most Happy Fella                   | Rosabella              |       |
| 1993 47º Tony Awards         |                                        |                        |       |
| Chita Rivera                 | Kiss of the Spider Woman               | Aurora / Mulher Aranha |       |
| Ann Crumb                    | Anna Karenina                          | Anna Karenina          |       |
| Stephanie Lawrence           | Blood Brothers                         | Mrs. Johnstone         |       |
| Bernadette Peters            | The Goodbye Girl                       | Paula McFadden         |       |
| 1994 48º Tony Awards         |                                        |                        |       |
| Donna Murphy                 | Passion                                | Fosca                  |       |
| Susan Egan                   | Beauty and the Beast                   | Belle                  |       |
| Dee Hoty                     | The Best Little Whorehouse Goes Public | Mona Stangley          |       |
| Judy Kuhn                    | She Loves Me                           | Amalia Balash          |       |
| 1995 49º Tony Awards         |                                        |                        |       |
| Glenn Close                  | Sunset Boulevard                       | Norma Desmond          |       |
| Rebecca Luker                | Show Boat                              | Magnolia Hawks         |       |
| 1996 50º Tony Awards         |                                        |                        |       |
| Donna Murphy                 | The King and I                         | Anna Leonowens         |       |
| Julie Andrews                | Victor/Victoria                        | Victoria Grant         |       |
| Crista Moore                 | Big: the musical                       | Susan Lawrence         |       |
| Daphne Rubin-Vega            | Rent                                   | Mimi Marquez           |       |
| 1997 51º Tony Awards         |                                        |                        |       |
| Bebe Neuwirth                | Chicago                                | Velma Kelly            |       |
| Pamela Isaacs                | The Life                               | Queen                  |       |
| Tonya Pinkins                | Play On                                | Lady Liv               |       |
| Karen Ziemba                 | Steel Pier                             | Rita Racine            |       |
| 1998 52º Tony Awards         |                                        |                        |       |
| Natasha Richardson           | Cabaret                                | Sally Bowles           |       |
| Betty Buckley                | Triumph of Love                        | Hesione                |       |
| Marin Mazzie                 | Ragtime                                | Mãe                    |       |
| Alice Ripley e Emily Skinner | Side Show                              | Violet e Daisy Hilton  |       |
| 1999 53º Tony Awards         |                                        |                        |       |
| Bernadette Peters            | Annie Get Your Gun                     | Annie Oakley           |       |
| Carolee Carmello             | Parade                                 | Lucille Frank          |       |
| Dee Hoty                     | Footloose                              | Vi Moore               |       |
| Siân Phillips                | Marlene                                | Marlene Dietrich       |       |

### Década de 2000
| Ano                         | Atriz                           | Musical                                | Papel |
| --------------------------- | ------------------------------- | -------------------------------------- | ----- |
| 2000 54º Tony Awards        |                                 |                                        |       |
| Heather Headley             | Aida                            | Aida                                   |       |
| Toni Collette               | The Wild Party                  | Queenie                                |       |
| Rebecca Luker               | The Music Man                   | Marian Paroo                           |       |
| Marin Mazzie                | Kiss Me, Kate                   | Lilli Vanessi / Katherine              |       |
| Audra McDonald              | Marie Christine                 | Marie Christine L'Adrese               |       |
| 2001 55º Tony Awards        |                                 |                                        |       |
| Christine Ebersole          | 42nd Street                     | Dorothy Brock                          |       |
| Blythe Danner               | Follies                         | Phyllis Rogers Stone                   |       |
| Randy Graff                 | A Class Act                     | Sophie                                 |       |
| Faith Prince                | Bells Are Ringing               | Ella Peterson                          |       |
| Marla Schaffel              | Jane Eyre                       | Jane Eyre                              |       |
| 2002 56º Tony Awards        |                                 |                                        |       |
| Sutton Foster               | Thoroughly Modern Millie        | Millie Dillmount                       |       |
| Nancy Opel                  | Urinetown                       | Penelope Pennywise                     |       |
| Louise Pitre                | Mamma Mia!                      | Donna Sheridan                         |       |
| Jennifer Laura Thompson     | Urinetown                       | Hope Cladwell                          |       |
| Vanessa Williams            | Into the Woods                  | The Witch                              |       |
| 2003 57º Tony Awards        |                                 |                                        |       |
| Marissa Jaret Winokur       | Hairspray                       | Tracy Turnblad                         |       |
| Melissa Errico              | Amour                           | Isabella                               |       |
| Mary Elizabeth Mastrantonio | Man of La Mancha                | Aldonza / Dulcinea                     |       |
| Elizabeth Parkinson         | Movin' Out                      | Brenda                                 |       |
| Bernadette Peters           | Gypsy                           | Mama Rose                              |       |
| 2004 58º Tony Awards        |                                 |                                        |       |
| Idina Menzel                | Wicked                          | Elphaba                                |       |
| Kristin Chenoweth           | Wicked                          | Glinda                                 |       |
| Stephanie D'Abruzzo         | Avenue Q                        | Kate Monster / Lucy the Slut / Company |       |
| Donna Murphy                | Wonderful Town                  | Ruth Sherwood                          |       |
| Tonya Pinkins               | Caroline or Change              | Caroline Thibodeaux                    |       |
| 2005 59º Tony Awards        |                                 |                                        |       |
| Victoria Clark              | The Light in the Piazza         | Margaret Johnson                       |       |
| Christina Applegate         | Sweet Charity                   | Charity Hope Valentine                 |       |
| Erin Dilly                  | Chitty Chitty Bang Bang         | Truly Scrumptious                      |       |
| Sutton Foster               | Little Women                    | Josephine 'Jo' March                   |       |
| Sherie Rene Scott           | Dirty Rotten Scoundrels         | Christine Colgate                      |       |
| 2006 60º Tony Awards        |                                 |                                        |       |
| LaChanze                    | The Color Purple                | Celie Harris Johnson                   |       |
| Sutton Foster               | The Drowsy Chaperone            | Janet Van De Graaff                    |       |
| Patti LuPone                | Sweeney Todd                    | Mrs. Lovett                            |       |
| Kelli O'Hara                | The Pajama Game                 | Catherine 'Babe' Williams              |       |
| Chita Rivera                | Chita Rivera: The Dancer's Life | Chita Rivera                           |       |
| 2007 61º Tony Awards        |                                 |                                        |       |
| Christine Ebersole          | Grey Gardens                    | 'Little Edie' Beale                    |       |
| Laura Bell Bundy            | Legally Blonde                  | Elle Woods                             |       |
| Audra McDonald              | 110 in the Shade                | Lizzie Curry                           |       |
| Debra Monk                  | Curtains                        | Carmen Bernstein                       |       |
| Donna Murphy                | LoveMusik                       | Lotte Lenya                            |       |
| 2008 62º Tony Awards        |                                 |                                        |       |
| Patti LuPone                | Gypsy                           | Mama Rose                              |       |
| Kerry Butler                | Xanadu                          | Kira / Clio                            |       |
| Kelli O'Hara                | South Pacific                   | Nellie Forbush                         |       |
| Faith Prince                | A Catered Affair                | Agnes 'Aggie' Hurley                   |       |
| Jenna Russell               | Sunday in the Park with George  | Dot / Marie                            |       |
| 2009 63º Tony Awards        |                                 |                                        |       |
| Alice Ripley                | Next to Normal                  | Diana Goodman                          |       |
| Stockard Channing           | Pal Joey                        | Vera Simpson                           |       |
| Sutton Foster               | Shrek                           | Princesa Fiona                         |       |
| Allison Janney              | 9 to 5                          | Violet Newstead                        |       |
| Josefina Scaglione          | West Side Story                 | Maria                                  |       |

### Década de 2010
| Ano                  | Atriz                                | Musical                          | Papel |
| -------------------- | ------------------------------------ | -------------------------------- | ----- |
| 2010 64º Tony Awards |                                      |                                  |       |
| Catherine Zeta-Jones | A Little Night Music                 | Desiree Armfeldt                 |       |
| Kate Baldwin         | Finian's Rainbow                     | Sharon McLonergan                |       |
| Montego Glover       | Memphis                              | Felicia Farrell                  |       |
| Christiane Noll      | Ragtime                              | Mother                           |       |
| Sherie Rene Scott    | Everyday Rapture                     | Sherie Rene Scott                |       |
| 2011 65º Tony Awards |                                      |                                  |       |
| Sutton Foster        | Anything Goes                        | Reno Sweeney                     |       |
| Beth Leavel          | Baby It's You!                       | Florence Greenberg               |       |
| Patina Miller        | Sister Act                           | Deloris Van Cartier              |       |
| Donna Murphy         | The People in the Picture            | Bubbie / Raisel                  |       |
| 2012 66º Tony Awards |                                      |                                  |       |
| Audra McDonald       | Porgy and Bess                       | Bess                             |       |
| Jan Maxwell          | Follies                              | Phyllis Rogers Stone             |       |
| Cristin Milioti      | Once                                 | Girl                             |       |
| Kelli O'Hara         | Nice Work If You Can Get It          | Billie Bendix                    |       |
| Laura Osnes          | Bonnie and Clyde                     | Bonnie Parker                    |       |
| 2013 67º Tony Awards |                                      |                                  |       |
| Patina Miller        | Pippin                               | The Leading Player               |       |
| Stephanie J. Block   | The Mystery of Edwin Drood           | Edwin Drood / Miss Alice Nutting |       |
| Carolee Carmello     | Scandalous                           | Aimee Semple McPherson           |       |
| Valisia LeKae        | Motown: The Musical                  | Diana Ross                       |       |
| Laura Osnes          | Rodgers and Hammerstein's Cinderella | Ella                             |       |
| 2014 68º Tony Awards |                                      |                                  |       |
| Jessie Mueller       | Beautiful: The Carole King Musical   | Carole King                      |       |
| Mary Bridget Davies  | A Night with Janis Joplin            | Janis Joplin                     |       |
| Sutton Foster        | Violet                               | Violet Karl                      |       |
| Idina Menzel         | If/Then                              | Elizabeth Vaughan                |       |
| Kelli O'Hara         | The Bridges of Madison County        | Francesca Johnson                |       |
| 2015 69º Tony Awards |                                      |                                  |       |
| Kelli O'Hara         | The King and I                       | Anna Leonowens                   |       |
| Kristin Chenoweth    | On the Twentieth Century             | Lily Garland / Mildred Plotka    |       |
| Leanne Cope          | An American in Paris                 | Lise Bouvier                     |       |
| Beth Malone          | Fun Home                             | Alison Bechdel                   |       |
| Chita Rivera         | The Visit                            | Claire Zachanassian              |       |
| 2016 70º Tony Awards |                                      |                                  |       |
| Cynthia Erivo        | The Color Purple                     | Celie Harris Johnson             |       |
| Laura Benanti        | She Loves Me                         | Amalia Balash                    |       |
| Carmen Cusack        | Bright Star                          | Alice Murphy                     |       |
| Jessie Mueller       | Waitress                             | Jenna Hunterson                  |       |
| Phillipa Soo         | Hamilton                             | Elizabeth Schuyler Hamilton      |       |

## Total de vencedoras
| 4 prêmios - Angela Lansbury 3 prêmios - Mary Martin - Gwen Verdon | 2 prêmios - Lauren Bacall - Christine Ebersole - Sutton Foster - Patti LuPone - Liza Minnelli - Donna Murphy - Bernadette Peters - Chita Rivera |

## Total de indicações
| 8 Nomeações - Chita Rivera 6 Nomeações - Sutton Foster - Bernadette Peters 5 Nomeações - Donna Murphy - Kelli O'Hara - Gwen Verdon 4 Nomeações - Carol Channing - Angela Lansbury - Patti LuPone - Mary Martin 3 Nomeações - Julie Andrews - Dee Hoty - Dorothy Loudon - Audra McDonald - Ethel Merman - Liza Minnelli - Faith Prince | 2 Nomeações - Lauren Bacall - Georgia Brown - Carolee Carmello - Kristin Chenoweth - Sandy Duncan - Christine Ebersole - Nanette Fabray - Dolores Gray - Barbara Harris - Judy Kuhn - Beatrice Lillie - Rebecca Luker - Marin Mazzie - Patina Miller - Idina Menzel - Jessie Mueller - Laura Osnes - Tonya Pinkins - Alice Ripley - Sherie Rene Scott - Alexis Smith - Elaine Stritch - Inga Swenson - Nancy Walker |

## Papéis mais premiados
3 Vitórias
- Anna Leonowens de The King and I
- Mama Rose de Gypsy

2 Vitórias
- Desiree Armfeldt de A Little Night Music
- Celie Harris Johnson from  The Color Purple

## Papéis mais indicados
| 5 indicações - Mama Rose (Gypsy) 4 indicações - Peter Pan (Peter Pan) 3 indicações - Charity Hope Valentine (Sweet Charity) - Mrs. Lovett (Sweeney Todd) - Phyllis Rogers Stone (Follies) | 2 indicações - Anna Leonowens (The King and I) - Bess (Porgy and Bess) - Desiree Armfeldt (A Little Night Music) - Dot / Marie (Sunday in the Park with George) - Ella Peterson (Bells Are Ringing) - Nellie Forbush (South Pacific) - Fiona MacLaren (Brigadoon) - Lizzie Curry (110 in the Shade) - Mãe (Ragtime) - Reno Sweeney (Anything Goes) - Ruth Sherwood (Wonderful Town) - Sarah Brown (Guys and Dolls) - Velma Kelly (Chicago) |

## Musicais com múltiplas nomeações
- New Girl in Town – Thelma Ritter (vitória) e Gwen Verdon (vitória)
- Company – Susan Browning e Elaine Stritch
- Follies – Dorothy Collins e Alexis Smith (vitória)
- Chicago – Chita Rivera e Gwen Verdon
- Annie – Dorothy Loudon (vitória) e Andrea McArdle
- Dreamgirls – Jennifer Holliday (vitória) e Sheryl Lee Ralph
- The Rink – Liza Minnelli e Chita Rivera (vitória)
- Black and Blue – Ruth Brown (vitória) e Linda Hopkins
- Guys and Dolls – Josie de Guzman e Faith Prince (vitória)
- Urinetown – Nancy Opel e Jennifer Laura Thompson
- Wicked – Kristin Chenoweth e Idina Menzel (vitória)